# Anthologia Palatina
De Anthologia Palatina is een bloemlezing uit de Griekse poëzie, speciaal van epigrammen. De verzameling bevat ca. 3700 gedichten daterend van de 6e eeuw v.Chr. tot en met de 6e eeuw n.Chr.
De Anthologia Palatina werd ca. 980 samengesteld en gaat net zoals de Anthologia Planudea, een latere bloemlezing van Griekse epigrammen, terug op een niet-bewaarde bloemlezing die ca. 900 door Constantinus Cephalas was samengesteld. In de Anthologia Palatina, die uit 15 boeken bestaat, zijn hieruit veel meer gedichten opgenomen dan in de Anthologia Planudea, maar de laatste bevat 388 gedichten die niet in de Anthologia Palatina staan. De twee bloemlezingen samen worden wel de Anthologia Graeca (Griekse Anthologie) genoemd. In de meeste uitgaven worden de extra gedichten uit de Anthologia Planudea als 16e boek toegevoegd aan de 15 boeken van de Anthologia Palatina.
De bloemlezing wordt "Palatina" genoemd, omdat het handschrift in de 16e eeuw werd ontdekt in de hofbibliotheek van de Pfalz - gelatiniseerd de Bibliotheca Palatina - in Heidelberg. In 1623, gedurende de Dertigjarige Oorlog, belandde het handschrift uit Heidelberg met de gehele bibliotheek door een schenking van Maximiliaan van Beieren aan paus Gregorius XV in Rome. Het werd daarbij in tweeën gedeeld en de twee delen werden apart gebonden. Napoleon liet in 1797 het handschrift uit de Vaticaanse Bibliotheek naar Parijs overbrengen. Bij de teruggave na het einde van de napoleontische oorlogen in 1815 kwam alleen het omvangrijkere eerste deel terug naar de universiteitsbibliotheek te Heidelberg (Cod. Pal. Gr. 23) en bleef het tweede deel, dat de laatste twee boeken van de Anthologia bevat, in Parijs (Bibliothèque nationale de France, Ms. Gr. Suppl. 384).

## Nederlandse vertaling
- Anthologia Palatina. De spiegel van Laïs, vertaald door Marietje d'Hane-Scheltema, 1965